# Seattle SuperSonics
A Seattle SuperSonics egy profi kosárlabdacsapat volt az NBA-ben. Az Amerikai Egyesült Államok Washington államának NBA csapata 1967 és 2008 között. Székhelyük Seattle volt. Jogutóda 2008 óta az Oklahoma City Thunder.

## Történelem
Az 1979-es döntőben a Washington elleni párharcot 4–1-re nyerte a Sonics, Lenny Wilkens vezetésével. 
1967 óta összesen huszonkétszer jutott be a rájátszásba a csapat.
Az 1996-os NBA-döntőben 4–2-re alulmaradt az alapszakaszt 72–10-es rekordmérleggel záró, Michael Jordan, Scottie Pippen (régebbi Sonics draft választott), Dennis Rodman, Toni Kukoč fémjelezte Chicago Bullsszal szemben. A csapat meghatározó játékosai Shawn Kemp, Gary Payton, Detlef Schrempf, Hersey Hawkins, Sam Perkins és Nate McMillan voltak, George Karl edzősége alatt.
Költözése előtt utoljára a 2004–2005-ös szezonban jutottak a rájátszásba Ray Allen és Rashard Lewis vezetésével. A Sacramento Kingst 4–1-es eredménnyel búcsúztatva jutottak a második körbe, ahol a későbbi bajnok San Antonio Spurs állta útjukat (4–2).

## Játékosok

### Visszavonultatott mezszámok
- 1 Gus Williams, irányító, 1977–1984
- 10 Nate McMillan, irányító, 1986–1998; vezetőedző, 2000–2005
- 19 Lenny Wilkens, irányító, 1968–1972; vezetőedző, 1969–1972 és 1977–1985
- 24 Spencer Haywood, csatár, 1971–1975
- 32 Fred Brown, irányító, 1971–1984
- 43 Jack Sikma, center, 1977–1986

### Mindenkori statisztikákat vezető játékosok
- Játszott meccsek: Gary Payton, 999
- Játszott percek: Gary Payton, 36,858
- Sikeres mezőnykosarak száma: Gary Payton, 7,292
- Mezőnykosár kísérletek: Gary Payton, 15,562
- Legtöbb hárompontos: Rashard Lewis, 918
- Legtöbb hárompontos kísérlet: Gary Payton, 2,855
- Legtöbb sikeres büntető: Jack Sikma, 3,044
- Legtöbb büntető próbálkozás: Shawn Kemp, 3,808
- Támadó lepattanó: Shawn Kemp, 2,145
- Védő lepattanó: Jack Sikma, 5,948
- Összes lepattanó: Jack Sikma, 7,729
- Gólpasszok: Gary Payton, 7,384
- Labdaszerzések: Gary Payton, 2,107
- Blokkolt dobások: Shawn Kemp, 959
- Eladott labdák: Gary Payton, 2,507
- Személyi hibák: Gary Payton, 2,577
- Pontok: Gary Payton, 18,207

### Draft történelem
| 1976 | Dennis Johnson      | SG/PG                                        | Pepperdine (Béke poraira)                       |
| 1977 | Jack Sikma          | C                                            | Illinois Wesleyan                               |
| 1978 | James Lee           | SF                                           | Kentucky                                        |
| 1978 | Keven McDonald      | SF                                           | Penn                                            |
| 1979 | James Bailey        | PF                                           | Rutgers                                         |
| 1979 | Vinnie Johnson      | SG                                           | Baylor                                          |
| 1979 | John Moore          | PG                                           | Texas                                           |
| 1980 | Bill Hanzlik        | SF/SG                                        | Notre Dame                                      |
| 1981 | Danny Vranes        | PF                                           | Utah                                            |
| 1983 | Jon Sundvold        | PG                                           | Missouri                                        |
| 1983 | Carlton McCray      | PF                                           | Louisville                                      |
| 1984 | Cory Blackwell      | SG                                           | Wisconsin                                       |
| 1984 | Danny Young         | SG                                           | Wake Forest                                     |
| 1985 | Xavier McDaniel     | Wichita State                                |                                                 |
| 1986 | Nate McMillan       | PG                                           | North Carolina State                            |
| 1986 | Lemone Lampley      | C/PF                                         | DePaul                                          |
| 1987 | Scottie Pippen      | SF                                           | Central Arkansas                                |
| 1987 | Derrick McKey       | SF                                           | Alabama                                         |
| 1988 | Corey Gaines        | PG/SG                                        | Loyola Marymount                                |
| 1989 | Dana Barros         | PG                                           | Boston College                                  |
| 1989 | Shawn Kemp          | PF                                           | -                                               |
| 1990 | Gary Payton         | PG                                           | Oregon State                                    |
| 1990 | Jud Buechler        | SF                                           | Arizona                                         |
| 1990 | Abdul Shamsid-Deen  | Providence                                   |                                                 |
| 1991 | Rich King           | C                                            | Nebraska                                        |
| 1992 | Doug Christie       | SG/SF                                        | Pepperdine                                      |
| 1992 | Chris King          | SF/PF                                        | Wake Forest                                     |
| 1993 | Ervin Johnson       | C                                            | New Orleans                                     |
| 1993 | Adonis Jordan       | PG                                           | Kansas                                          |
| 1994 | Carlos Rogers       | PF                                           | Tennessee State                                 |
| 1994 | Dontonio Wingfield  | Cincinnati                                   |                                                 |
| 1994 | Zeljko Rebraca      | PF                                           | (Jugoszlávia)                                   |
| 1995 | Sherrell Ford       | SF                                           | Illinois-Chicago                                |
| 1995 | Eurelijus Zukauskas | (Litvánia)                                   |                                                 |
| 1996 | Joseph Blair        | PF                                           | Arizona                                         |
| 1996 | Joe Vogel           | PF/C                                         | Colorado State                                  |
| 1996 | Ron Riley           | SF/SG                                        | Arizona State                                   |
| 1996 | Drew Barry          | SG                                           | Georgia Tech                                    |
| 1997 | Bobby Jackson       | PG                                           | Minnesota (jelenleg: New Orleans Hornets)       |
| 1997 | Eddie Elisma        | PF                                           | Georgia Tech                                    |
| 1997 | Mark Blount         | C/PF                                         | Pittsburgh (jelenleg: Minnesota Timberwolves)   |
| 1998 | Vladimir Stepania   | (Szlovénia)                                  |                                                 |
| 1998 | Rashard Lewis       | SF                                           | (High School)                                   |
| 1998 | Jelani McCoy        | PF                                           | UCLA                                            |
| 1999 | Corey Maggette      | SG/SF                                        | Duke (jelenleg. Los Angeles Clippers/           |
| 2000 | Desmond Mason       | SF                                           | Oklahoma State (jelenleg: New Orleans Hornet)   |
| 2000 | Olumide Oyedeji     | (Németország)                                |                                                 |
| 2000 | Josip Sesar         | SG                                           | (Horvátország)                                  |
| 2001 | Vladimir Radmanovic | (Jugoszlávia) (jelenleg: Los Angeles Lakers) |                                                 |
| 2001 | Earl Watson         | PG                                           | UCLA                                            |
| 2001 | Bobby Simmons       | SF                                           | DePaul (jelenleg: Milwaukee Bucks)              |
| 2002 | Peter Fehse         | SF                                           | (Németország)                                   |
| 2003 | Nick Collison       | PF                                           | Kansas                                          |
| 2003 | Luke Ridnour        | PG                                           | Oregon                                          |
| 2003 | Willie Green        | SG                                           | Detroit (jelenleg: Philadelphia 76ers)          |
| 2004 | Robert Swift        | C                                            | Bakersfield High School                         |
| 2004 | Andre Emmett        | SF/SG                                        | Texas Tech                                      |
| 2004 | David Young         | G                                            | North Carolina Central                          |
| 2005 | Johan Petro         | C                                            | (Franciaország)                                 |
| 2005 | Mickael Gelabale    | F                                            | (Spanyolország)                                 |
| 2005 | Lawrence Roberts    | F                                            | Mississippi State (jelenleg: Memphis Grizzlies) |
| 2006 | Mouhamed Sene       | C                                            | (Belgium)                                       |
| 2006 | Denham Brown        | F                                            | Connecticut                                     |
| 2006 | Yotam Halperin      | G                                            | (Izrael)                                        |
| 2007 | Kevin Durant        | G                                            | Texas                                           |
| 2007 | Jeff Green          | F                                            | Georgia                                         |
| 2008 | Russell Westbrook   | G                                            | UCLA                                            |
| 2008 | Walter Sharpe       | F                                            | Alabama-Birmingham                              |